# ئی‌ام‌دی اس‌دی‌پی۳۵
ئی‌ام‌دی اس‌دی‌پی۳۵ (انگلیسی: EMD SDP35) یک لوکوموتیو دیزلی ساخت شرکت جنرال موتورز الکترو-موتیو دیویژن بوده است.
این لوکوموتیو که مابین سال‌های ۱۹۶۴ تا ۱۹۶۵ تولید می‌شده دارای ۱۶ سیلندر و ۲۵۰۰ اسب بخار قدرت بوده است.